# 紫安新九郎

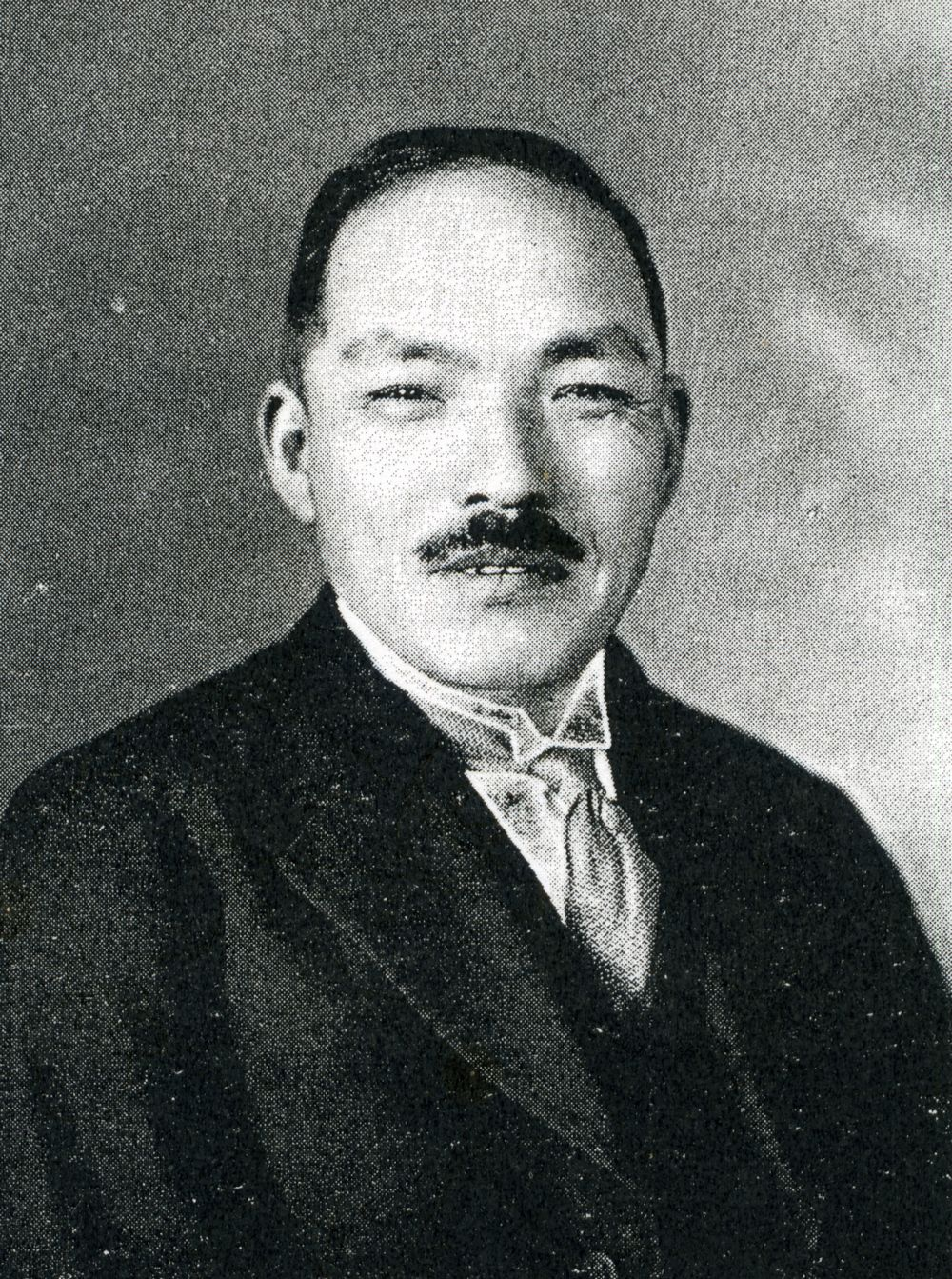
紫安新九郎

紫安 新九郎（むらやす しんくろう、1873年（明治6年）8月17日 – 1952年（昭和27年）7月8日）は、衆議院議員（立憲国民党→公友倶楽部→憲政会→立憲民政党→翼賛議員同盟→翼賛政治会→無所属→日本自由党）、ジャーナリスト。号は蘇山。

## 経歴
兵庫県城崎郡田鶴野村（現在の豊岡市）出身。1897年（明治30年）、東京専門学校（現在の早稲田大学）に入学し、在学中に雑誌『二十世紀』を発刊した。1900年（明治33年）に卒業した後は博文館の編集局に入った。1901年（明治34年）から鎮西日報の主筆となり、1903年（明治36年）からは萬朝報で筆を執った。1907年（明治40年）、大阪市役所に入って商工課長となり、後に南区長に転じた。
1912年（明治45年）、第11回衆議院議員総選挙に当選。当選回数は合計9回を数えた。その間、第2次大隈内閣で大蔵副参政官を、第2次若槻内閣で拓務政務次官を務めた。
戦後、大政翼賛会の推薦議員のため公職追放となった。
その他、出羽石油株式会社取締役、城東土地株式会社取締役を務めた。